# Otto Grimm (Politiker, 1855)
Otto Wilhelm Jakob Heinrich Franz Grimm (* 11. Februar 1855 in Wiesbaden; † 24. Juni 1925 in Marburg) war ein deutscher Jurist, Bürgermeister in Frankfurt am Main und Mitglied des Nassauischen Kommunallandtags des preußischen Regierungsbezirks Wiesbaden.

## Leben
Otto Grimm wurde als Sohn des Ministerialrats Adolph Grimm (1822–1867) und dessen Ehefrau Pauline Linz geboren. Nach dem Abitur am Humanistischen Gymnasium Wiesbaden im Jahre 1873 studierte er Staats- und Rechtswissenschaften und war im Dezember nach den beiden juristischen Staatsprüfungen Gerichtsassessor.
1888 war er als hauptamtlicher Stadtrat in Frankfurt am Main für das Schulwesen verantwortlich und in den Jahren 1889 bis 1906 Mitglied des Bezirksausschusses.
Für die Nationalliberalen war er 1892 Mitglied im Preußischen Abgeordnetenhaus. Sein Mandat wurde bereits am 24. Mai 1892 für ungültig erklärt.
In den Jahren von 1906 bis 1913 bekleidete Grimm das Amt des Bürgermeisters in Frankfurt. Aus dieser Funktion heraus erhielt er ein Mandat für den Nassauischen Kommunallandtag, das er von 1908 bis 1910 innehatte.
1909 wurde er Mitglied des Provinzialrats der Provinz Hessen-Nassau. In diesem Gremium blieb er bis zum Jahr 1913.

## Ehrungen und Auszeichnungen
- 1909 Geheimer Regierungsrat
- Die Bürgermeister-Grimm-Schule in Frankfurt wurde nach ihm benannt